# 加古房夫
加古 房夫（かこ ふさお、1929年〈昭和4年〉6月2日 - 2019年〈令和元年〉5月10日）は、日本の政治家。兵庫県三木市長（4期）。

## 経歴
兵庫県三木市出身。兵庫県立農学校（現兵庫県立農業高等学校）卒。美嚢郡三木町役場に入り、市長公室主査、人事担当主幹、農林課長、総務部長などを経て、助役に就任する。
1990年三木市長に当選する。1994年に再選。1998年に三選。2002年に無投票で当選する。市長を4期務め、2006年に再選を目指したが、落選した。
2006年11月に旭日小綬章を受章した。
2019年に死去した。